# Galovany
Galovany é um município da Eslováquia, situado no distrito de Liptovský Mikuláš, na região de Žilina. Tem 12,92 km² de área e sua população em 2018 foi estimada em 310 habitantes.

## Demografia
| Ano:        | 1994 | 2004    | 2014   | 2024    |
| ----------- | ---- | ------- | ------ | ------- |
| Broj ljudi: | 231  | 281     | 278    | 315     |
| Razlika:    |      | +21,64% | -1,06% | +13,30% |

| Ano:               | 2023 | 2024   |
| ------------------ | ---- | ------ |
| Número de pessoas: | 320  | 315    |
| Diferença:         |      | -1,56% |